# Provincia del Brabante Fiammingo

Logo

Il Brabante Fiammingo (in olandese Vlaams-Brabant, in fiammingo Vlams-Broabant, in francese Brabant flamand) è una provincia delle Fiandre, una delle tre regioni del Belgio. Confina con le province belghe di Anversa a nord, del Limburgo a est, di Liegi, del Brabante Vallone e dell'Hainaut a sud e delle Fiandre Orientali a ovest. Il Brabante Fiammingo inoltre circonda completamente la Regione di Bruxelles-Capitale. Il suo capoluogo è Lovanio (Leuven). Occupa una superficie di 2106 km² ed è diviso in due arrondissement amministrativi (arrondissementen in olandese) che comprendono 65 comuni.
Il Brabante Fiammingo è stato creato nel 1995 dalla divisione della provincia del Brabante in tre parti; due nuove province (Brabante Fiammingo e Brabante Vallone) e la Regione di Bruxelles Capitale. La divisione venne effettuata per sistemare (con ritardo) la divisione del Belgio in tre regioni (Fiandre, Vallonia e Regione di Bruxelles Capitale).
La provincia ha una ricca storia culturale e una grande diversità di prodotti tipici. Tra questi diverse delle birre belghe famose in tutto il mondo.
La lingua ufficiale del Brabante Fiammingo è l'olandese (come in tutte le Fiandre), ma alcune municipalità possono usare il francese per comunicare con i loro cittadini; queste vengono chiamate comuni a facilitazione linguistica. Altri comuni speciali di questo tipo si possono trovare lungo il confine tra Fiandre e Vallonia, e tra la Vallonia e le aree germanofone del Belgio.

## Suddivisioni

### Arrondissementdi Halle-Vilvoorde
L'arrondissement di Halle-Vilvoorde circonda completamente la regione di Bruxelles, ed è quindi principalmente un'area residenziale, ma possiede anche delle grandi aree industriali. Contiene anche il principale aeroporto del Belgio sito a Zaventem. Il fatto che Halle-Vilvoorde circondi Bruxelles (che è ufficialmente bilingue, ma i cui abitanti parlano in prevalenza il francese) crea un'interessante mistura di entrambe le lingue.

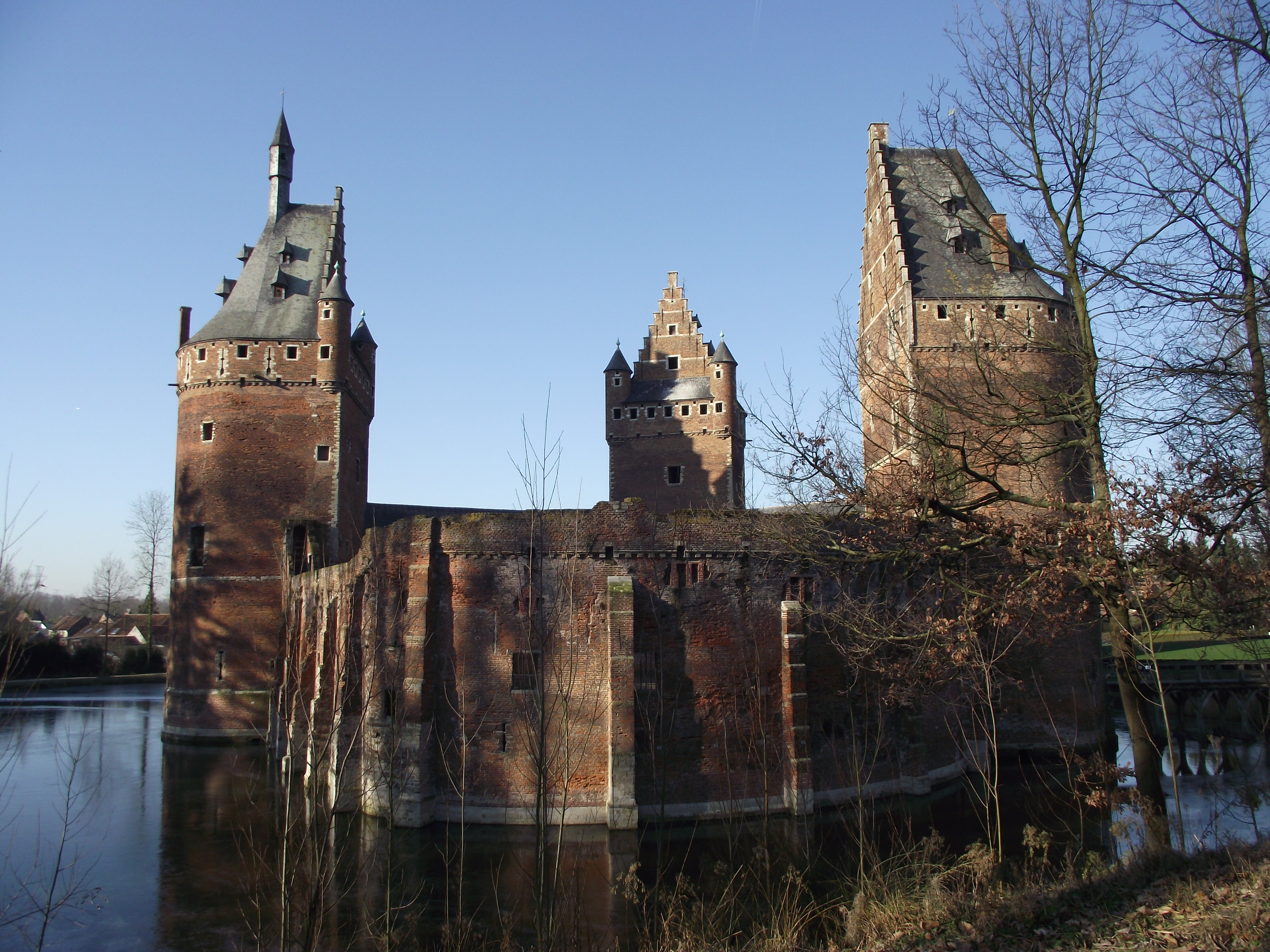
Il Castello di Beersel.

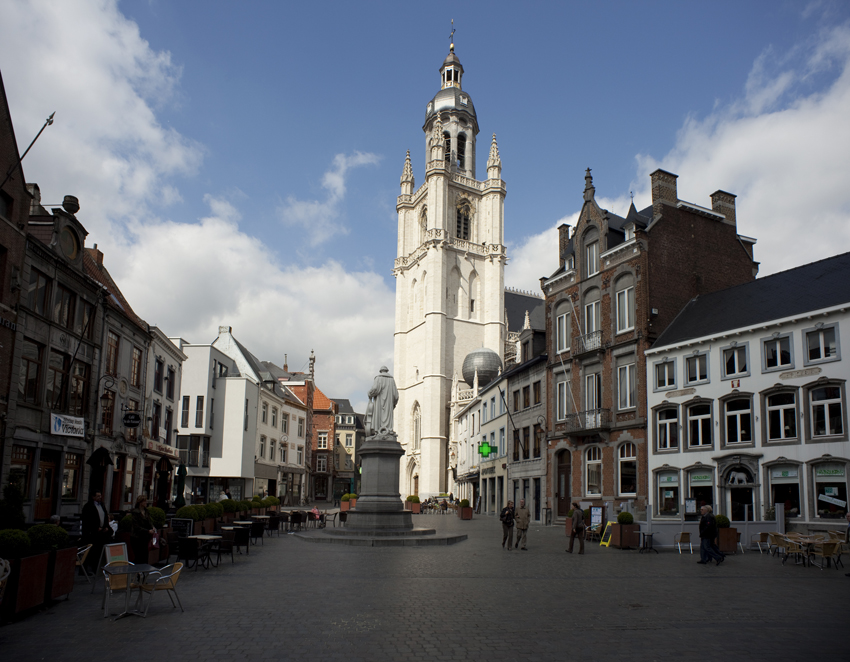
Il Grote Markt di Halle.

L'arrondissement di Halle-Vilvoorde comprende i seguenti 35 comuni:
- Affligem
- Asse
- Beersel
- Bever
- Dilbeek
- Drogenbos
- Galmaarden
- Gooik
- Grimbergen
- Halle
- Herne
- Hoeilaart
- Kampenhout
- Kapelle-op-den-Bos
- Kraainem
- Lennik
- Liedekerke
- Linkebeek
- Londerzeel
- Machelen
- Meise
- Merchtem
- Opwijk
- Overijse
- Pepingen
- Roosdaal
- Sint-Genesius-Rode
- Sint-Pieters-Leeuw
- Steenokkerzeel
- Ternat
- Vilvoorde
- Wemmel
- Wezembeek-Oppem
- Zaventem
- Zemst

### Arrondissementdi Lovanio

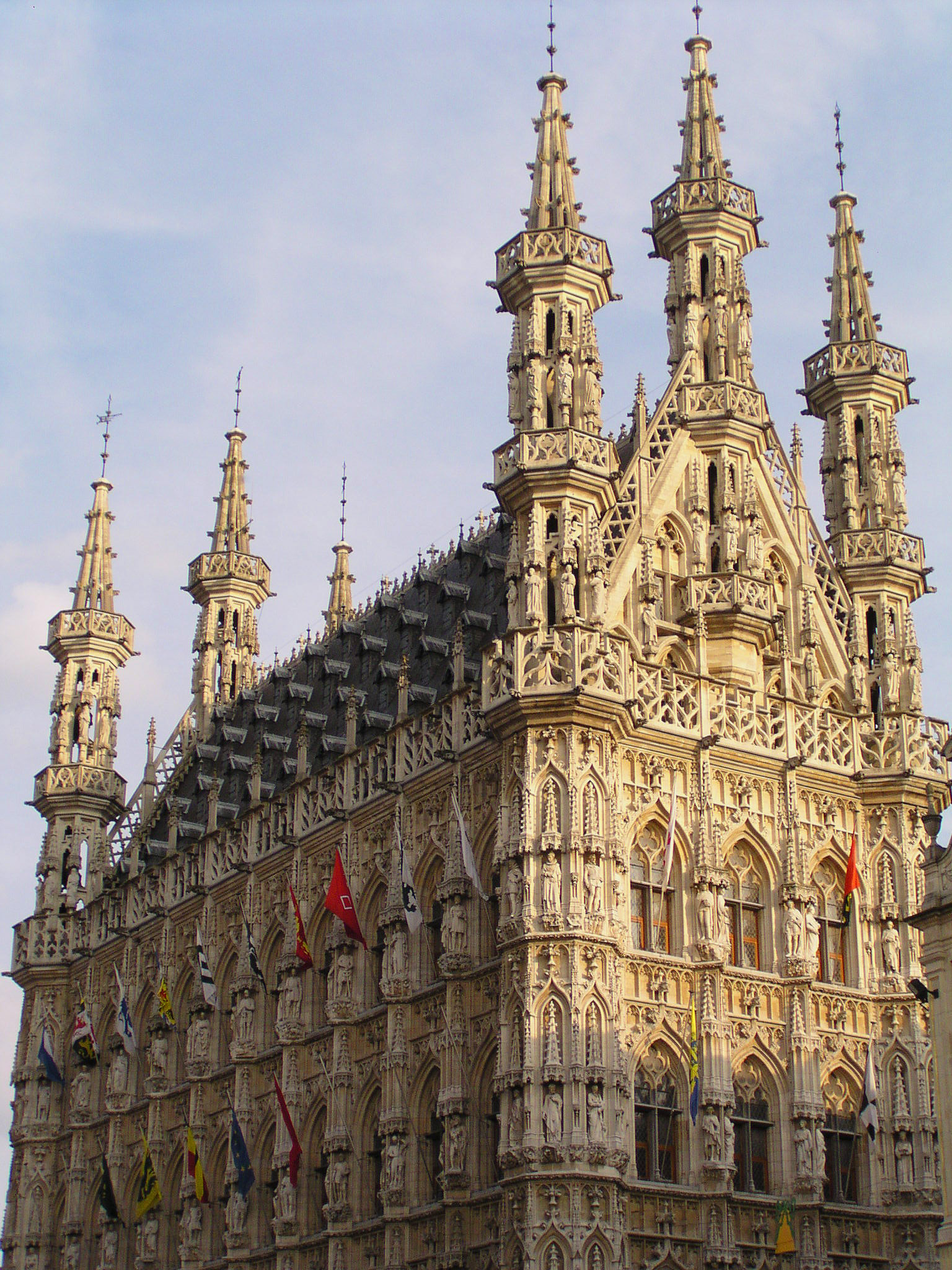
Il Municipio di Lovanio.

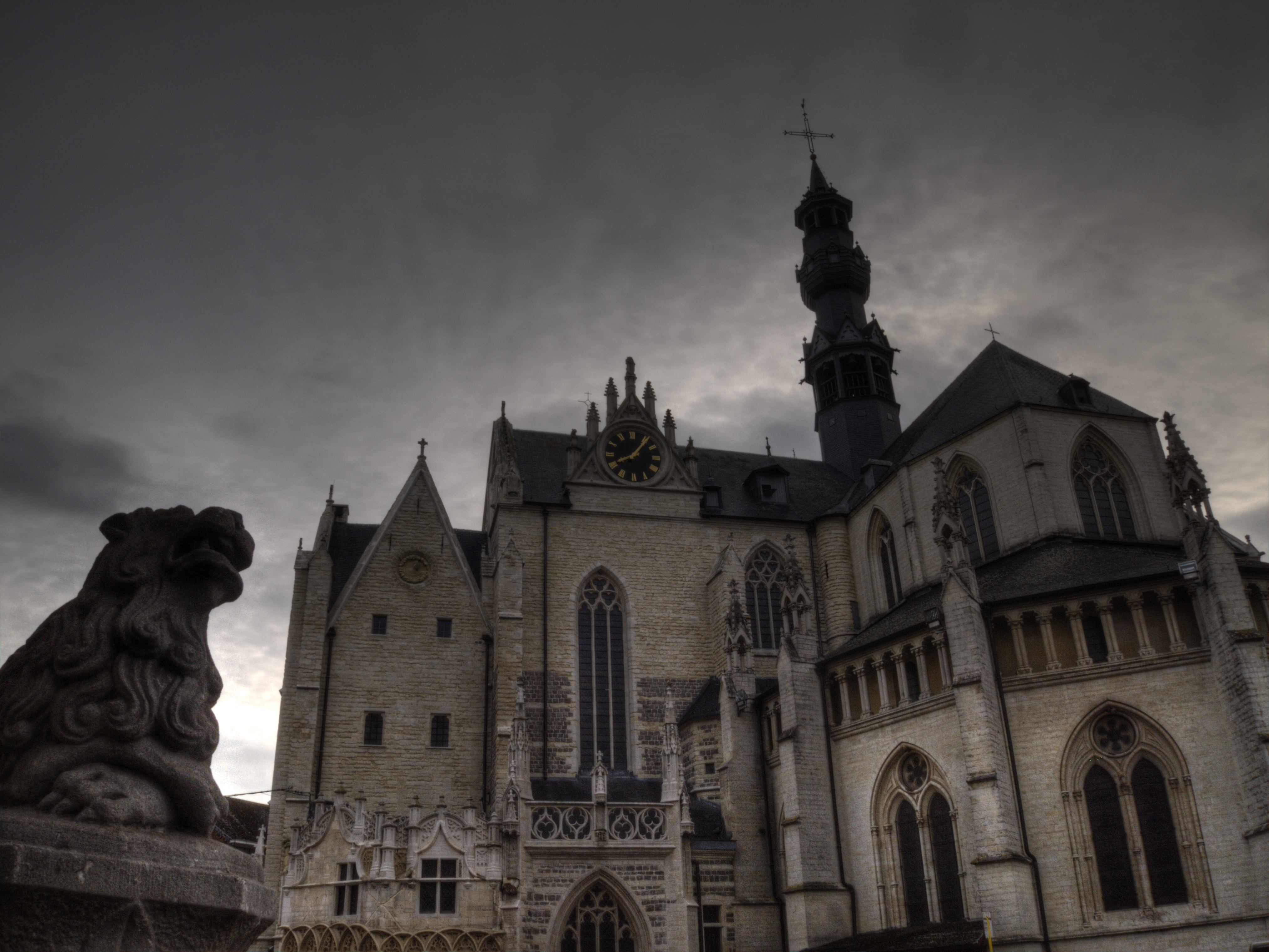
La Chiesa di San Leonardo a Zoutleeuw.

L'arrondissement di Lovanio (Leuven) ospita, il capoluogo provinciale, Lovanio, ed è situato a est dell'arrondissement di Halle-Vilvoorde. Possiede un aspetto più rurale, pur essendo anch'esso densamente popolato e con molte attività economiche. La quasi totalità della popolazione dell'arrondissement parla olandese.
L'arrondissement di Lovanio comprende i seguenti 30 comuni:
- Aarschot
- Begijnendijk
- Bekkevoort
- Bertem
- Bierbeek
- Boortmeerbeek
- Boutersem
- Diest
- Geetbets
- Glabbeek
- Haacht
- Herent
- Hoegaarden
- Holsbeek
- Huldenberg
- Keerbergen
- Kortenaken
- Kortenberg
- Landen
- Lovanio (Leuven)
- Linter
- Lubbeek
- Oud-Heverlee
- Rotselaar
- Scherpenheuvel-Zichem
- Tervuren
- Tielt-Winge
- Tienen
- Tremelo
- Zoutleeuw